# Cihan Şimşek
Cihan Şimşek (Bad Säckingen, 1992. augusztus 6.) török színész. Legismertebb szerepe Oğulcan Eren karaktere a Testvérek című sorozatban.

## Biográfia
Turan Cihan Şimşek 1992. augusztus 6-án született.
2009-ben megkapta első főszerepét (Selim) a Bez Bebek televíziós sorozatban.
2012-ben megkapta Metehan Yıldız szerepét a Zil Çalınca c. sorozatban. 2023 június 23-án elvette kedvesét, Sinem Şimşeket feleségül.

## Filmográfia
| alkotás        | szerep         | év         | megjegyzés |
| -------------- | -------------- | ---------- | ---------- |
| Bez Bebek      | Selim          | 2009–2010  |            |
| Zil Çalınca    | Metehan Yıldız | 2012–      |            |
| Merhaba Hayat  | Rüzgar         | 2012       |            |
| Bir Yastıkta   | Poyraz         | 2013       |            |
| Beni Böyle Sev | Deniz          | 2013       |            |
| Kardeşlerim    | Oğulcan Eren   | 2021-jelen | Czető Ádám |

| alkotás         | évad | szerep | rendezte        |
| --------------- | ---- | ------ | --------------- |
| Zil Çalınca Avı | 2012 | Cihan  | Kerem Çakıroğlu |

| reklámfilm | év        | szerep  |
| ---------- | --------- | ------- |
| Haribo     | 2009–2010 |         |
| Krispi     | 2010–2011 | Öğrenci |
| Eti Cin    | 2013–     |         |